# Кінгстон (Міссурі)
Кінгстон (англ. Kingston) — місто (англ. city) в США, в окрузі Колдвелл штату Міссурі. Населення — 290 осіб (2020).

## Географія
Кінгстон розташований за координатами 39°38′33″ пн. ш. 94°2′18″ зх. д. / 39.64250° пн. ш. 94.03833° зх. д. (39.642576, -94.038388).  За даними Бюро перепису населення США в 2010 році місто мало площу 1,35 км², з яких 1,34 км² — суходіл та 0,01 км² — водойми.

## Демографія
Згідно з переписом 2010 року, у місті мешкало 348 осіб у 107 домогосподарствах у складі 62 родин. Густота населення становила 258 осіб/км².  Було 133 помешкання (98/км²).
Расовий склад населення:
| - 76,4 % — білих - 5,7 % — чорних або афроамериканців - 0,9 % — азіатів - 16,1 % — осіб інших рас |

До двох чи більше рас належало 0,9 %. Частка іспаномовних становила 17,5 % від усіх жителів.
За віковим діапазоном населення розподілялося таким чином: 12,6 % — особи молодші 18 років, 74,2 % — особи у віці 18—64 років, 13,2 % — особи у віці 65 років та старші. Медіана віку мешканця становила 37,7 року. На 100 осіб жіночої статі у місті припадало 174,0 чоловіків;  на 100 жінок у віці від 18 років та старших — 184,1 чоловіків також старших 18 років.
Середній дохід на одне домашнє господарство  становив 31 288 доларів США (медіана — 25 357), а середній дохід на одну сім'ю — 36 289 доларів (медіана — 30 781). За межею бідності перебувало 27,6 % осіб, у тому числі 43,2 % дітей у віці до 18 років та 13,8 % осіб у віці 65 років та старших.
Цивільне працевлаштоване населення становило 66 осіб. Основні галузі зайнятості: будівництво — 13,6 %, мистецтво, розваги та відпочинок — 12,1 %, освіта, охорона здоров'я та соціальна допомога — 12,1 %.